# Pau de Camp David
La Pau de Camp David o els Acords de Camp David de 1978 van ser signats per l'aleshores president d'Egipte (Anwar El Sadat), i el primer ministre d'Israel (Menachem Begin) el 17 de setembre de 1978, després de 12 dies de negociacions secretes a Camp David. Els dos acords van ser signats a la Casa Blanca i en va ser testimoni el president dels Estats Units Jimmy Carter. Els acords van portar directament al tractat de pau de 1979 entre Israel i Egipte i també van donar lloc al fet que Begin i Sadat compartissin el premi Nobel de la Pau de 1978.

## Contingut dels acords
Hi va haver dos acords a Camp David el 1978: un marc per la pau a l'Orient Mitjà i un marc per a la conclusió d'un tractat de pau entre Egipte i Israel, aquest segon portava cap al Tractat de Pau entre Egipte i Israel de març de 1979.
El primer acord tenia tres parts: un marc per establir una autonomia palestina (a la banda oest d'Israel i la franja de Gaza) i pel compliment complet de la resolució 242 del Consell de Seguretat de l'ONU. No era clar que els acords afectessin el territori del Sinaí i deliberadament no es va tractar la qüestió de Jerusalem.
La segona part tractava de les relacions entre Egipte i Israel. La tercera part declarava una sèrie de principis a aplicar entre Israel i els seus veïns àrabs.
El segon acord dissenyava la base d'un acord de pau, que decidia el futur de la península del Sinaí: amb la retirada de les forces armades israelianes i de 4.500 colons israelians mentre garantia el lliure pas pel canal de Suez i altres passos. També Israel tornava a Egipte uns pous de petroli de la zona. Els acords també implicaven un subsidi econòmic dels Estats Units cap Israel i Egipte que encara estan actualment en vigor.

## Conseqüències
Egipte i Israel tornaren a tenir relacions diplomàtiques plenes intercanviant ambaixadors i també el 1980 s'establiren línies aèries regulars. Aquest acord va suposar la fi de la unanimitat àrab contra la política d'Israel. Egipte va ser expulsat de la Lliga Àrab de 1979 fins a 1989.

## Altres tractats àrabo-isrelians
- Conferència de Pau de Paris (1919)
- Acords Faisal-Weizmann (1919)
- Acords de l'Armistici de 1949
- Tractat de pau de 1979
- Conferència de Pau de Madrid de 1991
- Acords d'Oslo de 1993
- Tractat de Pau entre Israel i Jordània (1994)
- Cimera de camp David del 2000
- Procés de Pau en el conflicte d'Israel i Palestina